# Luna Ad Noctum
Luna Ad Noctum – polska grupa muzyczna wykonująca symfoniczny black metal. Powstała 1998 roku w Wałbrzychu.

## Historia
Zespół powstał w 1998 roku w Wałbrzychu w składzie: Adrian Nefarious, Dragor Born In Flames, Tomas Infamous oraz Noctivagus Ignominous. W 2000 roku ukazało się pierwsze demo formacji zatytułowane Moonlit Sanctum. Rok później ukazał się minialbum pt. Lunar Endless Temptation. Tego samego roku do grupy dołączył drugi gitarzysta Blasphemo-Abyssum Invocat. Latem 2002 roku zespół podpisał kontrakt z wytwórnią Pagan Records. 15 października tego samego roku został wydany debiutancki album studyjny zespołu zatytułowany Dimness' Profound. Płyta została zarejestrowana w olsztyńskim Selani Studio.
Wkrótce potem zespół opuścił klawiszowiec Noctivagus Ignominous, zastąpił go muzyk sesyjny - Berdysz z zespołu Hergorn. W 2003 roku zespół podpisał kontrakt z wytwórnią Golden Lake Productions. Firma wydała w Europie debiutancki album formacji. Drugi album studyjny Luna Ad Noctum pt. Sempiternal Consecration został wydany w 2004 roku. Wydawnictwo ukazało się nakładem wytwórni Metal Mind Productions. Nagrania odbyły się w białostockim Hertz Studio. Zimą tego samego roku formacja odbyła trasę koncertową "Black Diamonds Tour". Luna Ad Noctum poprzedzała występy zespołów Asgaard, Hermh. W 2006 roku został wydany trzeci album studyjny grupy pt. The Perfect Evil In Mortal.
W 2013 roku, za pośrednictwem niemieckiej wytwórni Massacre Records, zespół wydał czwarty album, zatytułowany Hypnotic Inferno.

## Dyskografia
Albumy
- Dimness' Profound (2002, Pagan Records; 2003, Golden Lake Productions)
- Sempiternal Consecration (2004, Metal Mind Productions)
- The Perfect Evil In Mortal (2006, Metal Mind Productions)
- Hypnotic Inferno (2013, Massacre Records/Mystic Production)

Inne
- Lunar Endless Temptation (EP, 2001, wydanie własne)
- Moonlit Sanctum (demo, 2000, wydanie własne)